# Lý Ca Dương
Lý Ca Dương ( 李歌样) sinh ra ở Chiết Giang vào ngày 31 tháng 7 năm 1997 , là một diễn viên đến từ Trung Quốc Đại lục.
Vào tháng 6 năm 2016, anh tham gia một bộ phim trực tuyến dành cho giới trẻ " Hot Blooded " và gia nhập làng giải trí . 
Vào tháng 8 năm 2017, anh đóng vai chính trong bộ phim lãng mạn giả tưởng đô thị " Bạn trai tuyệt vời của tôi 2: Không bao giờ quên " được phát sóng trên Mango TV.
Vào tháng 3 năm 2019, anh tham gia bộ phim truyền cảm hứng dành cho giới trẻ " Chờ chút thanh xuân của tôi " được phát sóng trên Youku Video. 
Vào tháng 4 năm 2020, bộ phim lãng mạn dành cho giới trẻ " To Our Sweet Little Happiness " với sự tham gia của nó đã được phát sóng trên Tencent Video.
Vào tháng 1 năm 2021, bộ phim truyền hình ngọt ngào trong khuôn viên trường " Remember the Time " do anh đóng vai chính đã được phát sóng trên Youku  . 
Vào tháng 5 năm 2022, bộ phim hài nhẹ nhàng cổ trang " Hai mươi bốn hương vị của noãn phù sinh " được phát sóng trên iQiyi 
Vào tháng 11, bộ phim truyền hình ngọt ngào lãng mạn sang trọng " Gặp được Noãn Noãn" có sự tham gia của anh được phát sóng độc quyền trên Mango TV. 
Vào tháng 7 năm 2023, bộ phim tình cảm thường ngày " Mr. Routine Please Instruct " đóng vai chính và bộ phim truyền hình siêu ngắn " A Kiss " được phát sóng trên Tencent Video.